# ヘルマン1世 (マイセン辺境伯)
ヘルマン1世（Hermann I., 980年頃 - 1038年11月1日）は、マイセン辺境伯（在位：1009年 - 1038年）、上ラウジッツ辺境伯（在位：1004年 - 1007年）、ハッセガウ伯（在位：1028年 - 1038年）、バウツェン伯（在位：1007年 - 1038年）。彼は、この他に、シュクロイディッツ伯、グロイチュ伯（ライプツィヒの南）、オウスツァリン（場所は不明）伯、シュケーレン城の城代の地位をも要求していた。これらはシュクロイディッツ郡に属し、シュクロイディッツからツヴィッカウ盆地の真ん中まで大きな弧を描いている。ハッセガウはレープリンゲンと共にヴァルハウゼン城城代に属すが、彼の領邦内部にある。彼は、辺境伯エッケハルト1世と、ザクセン公ヘルマン・ビルンクの娘であるシュヴァンヒルト（あるいはズアネヒルト）の長男である。また、ポーランド公で後に王となるピアスト家のボレスワフ1世フローブリの娘レゲリンダ（またはレクリンダス、989年 - 1016年3月21日以後）と1002年夏に結婚した。

## 生涯
1002年4月30日に父エッケハルト1世が殺害された後、叔父グンツェリンの辺境伯時代には、ヘルマンと弟のエッケハルト2世は、自家の私有地で我慢することを強いられた。叔父との私闘の結果、1009年の君侯会議は叔父のグンツェリンを解任し、クニグンデ王妃、マクデブルク大司教タギーノ、あるいは会議に出席した諸侯らの調停により、ヘルマンが辺境伯に任命された。彼はすでに1004年にはミルツェナーラントのバウツェンの保護統治権を手に入れていた。1007年、ポーランド公ボレスワフ1世との新たな戦いが再燃し、公爵は直ちにGau Zara（ゾラウ (en)）およびゼルプリ、さらにラウジッツに侵攻し、略奪を行った。彼はバウツェンにも進出し、これを征服した。1015年に異父兄のゲロ2世が出兵するが敗北、ゲロ2世は戦死しその遺体はエッケハルトとギュンターの兄弟によってニーエンブルクの修道院に送られた。
彼は1018年にポーランドに対してバウツェンでの秩序維持を懇願し、1028年には皇帝コンラート2世に助力して失った領土をすべて回復し、オーバーラウジッツ＝バウツェンを再び手に入れた。彼は、ヴァイマール＝オーラミュンデ伯と対立してヴァイマルを攻撃し、またロホリッツ近郊の山林管理権などを巡ってメルゼブルク司教ティートマールと長年にわたって争った。彼の政治的軍事的な運営は、守備という点において、マイセン国境のポーランド軍の能力を凌駕しており、その所領を一連の戦いから守り抜いた。彼は王と岳父との間を調停しようと何度も試みている。そして彼の統治の終盤には、1031年のコンラート2世とポーランドのミェシュコ2世との間の平和協定締結に基づく平和な期間が訪れ、国境地域の開発を行う兆しが見え始めた。1032年からは弟のエッケハルトが領邦の運営を行った。

## 文献
（ドイツ語版の参考文献として挙げられているものであり、日本語版の作成に直接参照はしておりません）
- Alfried Wieczorek und Hans-Martin Hinz Europas Mitte um 1000, Beiträge zur Geschichte, Kunst und Archäologie, Band 2. Konrad Theiss Verlag GmbH, Stuttgart, 2000, ISBN 3-8062-1544-8